# Sobór św. Mikołaja w Duszanbe
Sobór św. Mikołaja (ros. Свято-Николаевский собор) – sobór Rosyjskiego Kościoła Prawosławnego w Duszanbe. Świątynia pełni funkcję katedry eparchii duszanbeńskiej.

## Historia

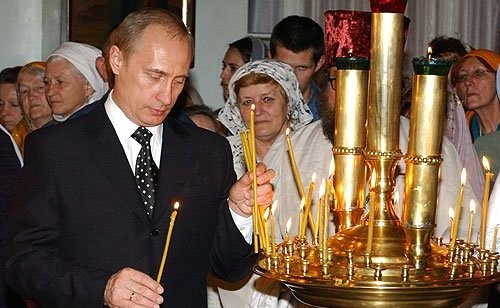
Władimir Putin w czasie wizyty w soborze

Sobór został zbudowany w 1943 r., dzięki chwilowemu ociepleniu stosunków Cerkwi z państwem. Po rozpadzie Związku Radzieckiego liczba wiernych zmalała wskutek wyjazdu wielu Rosjan z Tadżykistanu. W latach 2005–2011 świątynia była remontowana.